# LZ 131
LZ 131 war ein im Bau befindlicher Zeppelin, der eine verbesserte Version der beiden vorherigen Luftschiffe LZ 129 und LZ 130 für den Beginn eines planmäßigen Zeppelin-Verkehrs nach Asien darstellen sollte. Das Projekt kam nicht über die Fertigung einiger weniger Spantenringe hinaus, die 1940 gemeinsam mit LZ 127 und LZ 130 verschrottet wurden.

## Technik
Das Luftschiff sollte etwa 265 m lang sein, was eine Verlängerung um ein 20 Meter langes Segment im Vergleich zu LZ 129 und LZ 130 bedeutet hätte. Das Gasvolumen hätte etwa 223.000 m³ betragen.

## Bau
LZ 131 wurde am 16. Dezember für den Preis von 6,3 Millionen Reichsmark bei der Luftschiffbau Zeppelin offiziell bestellt. Für die Konstruktion des längeren Schiffskörpers wurde die Werfthalle in Friedrichshafen verlängert. 1938 wurde auf dem Flughafen in Frankfurt am Main zudem eine zweite Luftschiffhalle gebaut.
Ein Name wurde nie bekannt gegeben. Das Luftschiff hätte ursprünglich im Jahr 1940 fertiggestellt werden sollen. Mit dem Beginn des Zweiten Weltkriegs erfolgte im September 1939 eine Unterbrechung des Baus. Selbst bei einer Fortführung während des Krieges wären Testfahrten oder gar planmäßiger Passagierverkehr innerhalb Deutschlands, geschweige denn im Ausland, nicht möglich gewesen. Zudem bestand weiterhin keine Aussicht auf die Verfügbarkeit von Helium als Traggas. 
Im März 1940 erging ein Befehl des Reichsluftfahrtministers Hermann Göring, der unter anderem die „Verwertung von […] LZ 131“ anordnete. LZ 131, von dem bis dahin nur einige Spantenringe aus Duraluminium gefertigt worden waren, wurde gemeinsam mit LZ 127 und LZ 130 der Verwendung als Material für Flugzeugbau zugeführt.

## LZ 132
Unter dem Namen LZ 132 war auch ein Schwesterschiff von LZ 131 geplant. Dieses kam jedoch nicht über die Planungsphase hinaus. Beide Schiffe wären einander sehr ähnlich gewesen. 
Der Name wurde in den 1950er Jahren für eine auf dem LZ 131 basierende Zeppelin-Konzeptstudie verwendet.